# Tanypezidae

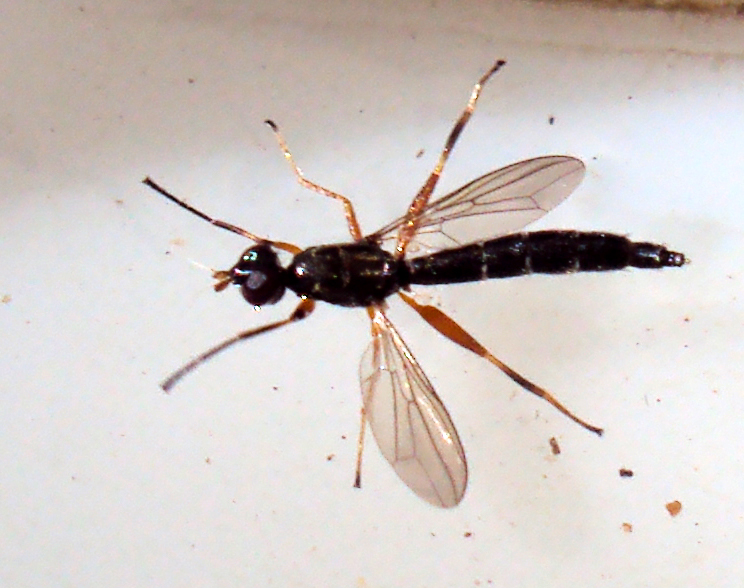
Przedstawiciel rodziny

Tanypezidae – rodzina owadów z rzędu muchówek i podrzędu krótkoczułkich. Obejmuje 28 opisanych gatunków. Larwy prawdopodobnie są saproksylofagami.

## Opis
Muchówki o ciele długości od 5 do 11,5 mm. Głowa ich jest wyższa niż długa, z tyłu spłaszczona, ubarwiona głównie czarno, często z jaśniejszą twarzą, potylicą i czułkami. Czoło jest jedwabiście owłosione, o bokach zaopatrzone w rzędy drobnych szczecinek, za wzgórkami ocznymi dyskowato wyniesione. Potylica jest biało omszona. Policzki są wąskie, z krótkimi włoskami. Nadustek ma szeroki przedni brzeg. Nie występują wibrysy i zewnętrzne szczecinki ciemieniowe. Czułki są wystające, zagięte, o zwężonym i wydłużonym pierwszym członie biczyka. Tułów jest zwarty i szeroki, czarny z paskami srebrzystego owłosienia, a niekiedy z żółtymi kropkami. Szerokie przedpiersie sięga episternum przedtułowia. Łuseczki są na brzegach długo owłosione. Użyłkowanie skrzydła cechują kompletna i nieprzerywana żyłka subkostalna, drobno oszczeciniona pierwsza żyłka radialna, silnie zbieżne ku wierzchołkom żyłki M1 i R4+5 oraz silnie zakrzywiona druga odnoga przedniej żyłki kubitalnej. Białe przezmianki mają niekiedy przyciemnione szczecinki na grzbietowej stronie. Barwa długich i smukłych odnóży jest głównie żółta, a odwłoka głównie czarna. Drugi segment odwłoka ma zwykle poprzecznie podzielone sternum oraz długie, grube szczecinki przednio-boczne na tergicie. U samicy segmenty odwłoka od szóstego do dziesiątego są zwężone i wydłużone, tworząc pokładełko. Siódmy segment samicy ma oddzielone od siebie i silnie podłużnie podzielone tergit i sternit. Ponadto samicę cechują w przekroju poprzecznym zakrzywione przysadki odwłokowe oraz dwie dobrze rozwinięte, szeroko jajowate spermateki. U samca ósmy sternit odwłoka jest srebrzyście omszony. Na epandrium i całkowicie z nim zespolonym surstylusie występują zarówno drobne jak i mocne szczecinki, a powierzchnie tych narządów pozbawione są tekstury. Postgonit samca jest miękki, kształtu paskowatego, wyposażony w drobne szczecinki wierzchołkowe i u nasady zlany z wewnętrzną powierzchnią hypandrium. Na nadprącie składają się dwa skleryty połączone stawowo z nasadą fallusa i tylną krawędzią hypandrium.

## Biologia i występowanie
Jaja są około 2,3 mm dłuższe niż szerokie, z drobnymi mikropylami, kilkoma podłużnymi bruzdami, zbiegającymi się ku szczytowi i silniej niż u Strongylophthalmyiidae guzkowanej powierzchni. Bionomia jest słabo poznana i jakiekolwiek dane dotyczą tylko Tanypeza longimana. Larwy tego gatunku są prawdopodobnie saproksylofagami, rozwijającymi się w butwiejącym drewnie.  Owady dorosłe spotyka się na niskiej roślinności w sąsiedztwie martwych, leżących drzew i gnijących pniaków.
Przedstawiciele rodziny zamieszkują Palearktykę, Nearktykę i krainę neotropikalną, przy czym w Nearktyce występują 2 gatunki, a w Palearktyce tylko jeden, znany również z Polski – T. longimana (zobacz: Tanypezidae Polski).

## Systematyka i filogeneza
Takson ten wprowadzony został w 1856 roku przez Camilo Róndaniego. Dawniej zaliczano doń także podrodzinę Strongylophthalmyiinae, obecnie traktowaną jako odrębna rodzina. W 2013 roku Owen Lonsdale dokonał rewizji systematyki rodziny na podstawie analizy filogenetycznej. Jej wyniki wskazują na siostrzaną relację pomiędzy Strongylophthalmyiidae i Tanypezidae oraz z silnym wsparciem potwierdzają monofiletyzm tych rodzin. W 2014 roku ten sam autor opublikował pełny katalog rodziny. Do Tanypezidae należy 28 opisanych gatunków, zgrupowanych w dwóch siostrzanych rodzajach:
- Neotanypeza Hendel, 1903
- Tanypeza Fallén, 1820

W zapisie kopalnym znany jest tylko jeden gatunek wymarły – datowany na środkowy miocen Neotanypeza dominicana.